# Heydar Aliyev

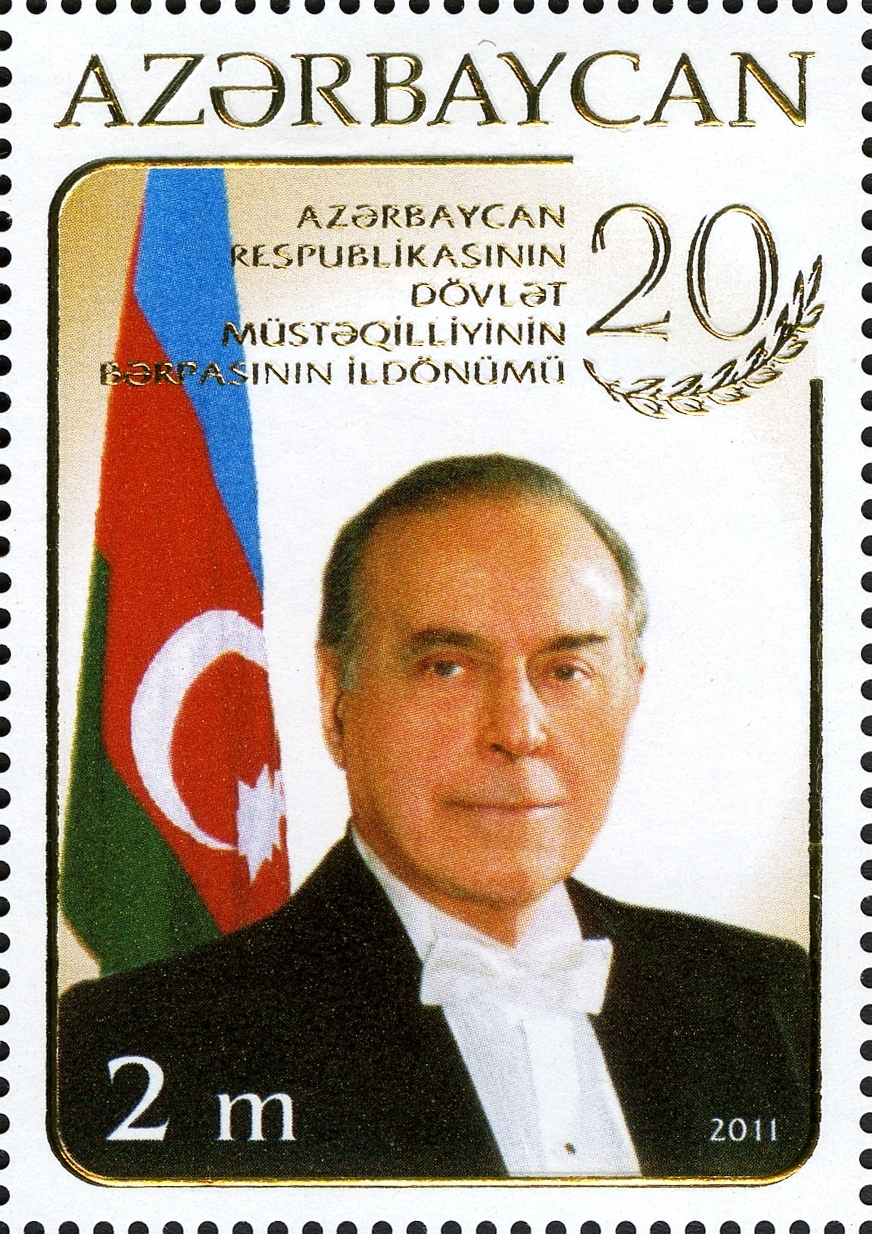
Stamp của Azerbaijan, 2011

Heydar Aliyev Alirza oglu (tiếng Azerbaijan: Əlirza oğlu Heydər Əliyev, tiếng Nga: Гейдар Алиевич Алиев; 10 tháng 5 năm 1923 - 12 tháng 12 năm 2003), còn được gọi là Heidar Aliev, Geidar Aliev, Haydar Aliyev, Geydar Aliyev. Ông là người của Đảng Azerbaijan mới và là vị Tổng thống thứ ba của Azerbaijan từ tháng 6 năm 1993 đến tháng 10 năm 2003. Kế vị thay thế ông là người con trai của mình là Ilham Aliyev.
Từ năm 1969 đến năm 1982, Aliyev là lãnh đạo của Cộng hòa Azerbaijan thời kỳ Liên bang Xô Viết, và trên thực tế ông đã tham gia chính trường của Azerbaijan trong hơn 30 năm. Ông đã kết hôn với Zarifa Aliyeva, người qua đời năm 1985, họ đã có một con trai và một con gái.
Sau khi tốt nghiệp Trường Sư phạm Nakhchivan, từ năm 1939 đến năm 1941, Aliyev làm việc tại Viện Công nghiệp Azerbaijan (nay là Học viện Dầu khí Nhà nước Azerbaijan). Năm 1949-1950, ông học tại Trường Cán bộ Đoàn MGB Liên Xô MGB.